# Warner Bros. Animation
Warner Bros. Animation est la division affiliée à l'animation de Warner Bros. Global Kids, Young Adults and Classics (en), une division de la Warner Bros. Entertainment. Parmi les plus grands studios d'animation américains, Warner Bros. Animation est souvent associée aux personnages des Looney Tunes ou des Merrie Melodies, plusieurs d'entre eux — Bugs Bunny, Daffy Duck ou Porky Pig — sont parmi les plus célèbres personnages de dessins animés dans le monde.
Le studio a succédé à Warner Bros. Cartoons (auparavant nommé Leon Schlesinger Productions), le studio qui produisait les dessins animés Looney Tunes et Merrie Melodies de 1933 à 1963, et de 1967 à 1969. La Warner ré-établit sa propre division d'animation en 1980 pour produire un travail en relation avec les Looney Tunes. Depuis 1990, Warner Bros. Animation se concentre sur la production de séries animées pour la télévision ou de films d'animation, notamment ceux en relation avec la DC Comics. En 2001, il reprend Hanna-Barbera Productions.

## Histoire

### Le renouveau du studio (1970-1986)
Les anciens studios d'animation de la Warner, les Warner Bros. Cartoons ont fermé en 1969, dû à la faible rentabilité des courts-métrages en cette période. Ce sont donc d'autres sociétés de production extérieures à la Warner qui ont pris en charge la production des Looney Tunes, mais sans toutefois retrouver l'ancien rythme de parution des épisodes. En 1976, Chuck Jones, ancien employé de Warner Bros. Cartoons commence à produire une série spéciale Looney Tunes avec son propre studio d'animation : Carnival of the Animals. Par la suite, Jones produit Bugs Bunny, Bip Bip : Le Film-poursuite en 1979. Devant le succès de ces films, Warner Bros. décide de rétablir un nouveau studio d'animation.
Warner Bros. Animation ouvre ses portes en 1980, dans l'intention de produire des films et des émissions télévisées spéciales mettant en vedette les Looney Tunes. C'est Hal Geer (en) qui prend la tête du studio, après avoir été bruiteur au sein de Warner Bros. Cartoons : il devient producteur délégué. Une grosse partie de l'équipe de Warner Bros. Cartoons reprend sa place, dont John Dunn et Dave Detiege. Le studio sort Le Monde fou, fou, fou de Bugs Bunny (1981), Les Mille et un contes de Bugs Bunny (1982), L'Île fantastique de Daffy Duck (1983).
En 1987, Hal Geer quitte le studio. Il est brièvement remplacé par Steven S. Greene avant que celui-ci ne laisse sa place à Kathleen Helppie-Shipley. Cette dernière contribuera énormément à faire revivre la marque Looney Tunes dans les années qui suivront. Le studio continue de produire des métrages spéciaux, notamment pour le cinéma avec Night of the Living Duck (1988), Box-Office Bunny (1990), Carrotblanca (1995). Ces courts-métrages, tout comme la compilation de films SOS Daffy Duck, étaient dirigés par Greg Ford et Terry Lennon, ou bien Darrell Van Citters.

### Transition vers de l'animation pour la télévision (1986-1998)
À partir de 1986, Warner Bros. Animation commence à produire de manière régulière pour la branche télévision de la Warner. Jean MacCurdy, à l'époque président de Warner Bros. Television, décide d'intégrer le producteur Tom Ruegger à l'équipe, ainsi que quelques années plus tard l'équipe de Hanna-Barbera Productions qui travaillait sur la série Scooby-Doo : Agence Toutou Risques (1988-1991). Darrel Van Citters travaille quelque temps sur les nouveaux animés de Bugs Bunny avant de quitter le studio pour former le sien, Renegade Animation en 1992. La première série originale pour la télévision se nomme Les Tiny Toons ; elle est produite avec Amblin Entertainment. Diffusée de 1990 à 1995, elle met en scène les personnages Looney Tunes jeunes et sera un succès auprès du public. La collaboration avec Amblin se poursuit avec Animaniacs (1993-1999), sa série dérivée Minus et Cortex (1995-1998), Freakazoid! (1995-1997), le tout en gardant l'humour caractéristique des Looney Tunes.
Warner Bros. Animation commence aussi à développer des séries animées basées sur les personnages de l'univers de DC Comics, publieur de comics détenu aussi par Warner Bros. Cet univers est très vaste, et c'est ainsi qu'apparaît Batman (1992-1998), Superman, l'Ange de Metropolis (1996-2000), Batman : Les Nouvelles Aventures (1997-1999), Batman, la relève (1999-2001), La Ligue des justiciers puis La Nouvelle Ligue des justiciers (2001-2006), qui sont toutes très bien accueillies auprès des adultes comme des enfants. Toutes ces séries font partie du DC Animated Universe. Un film dérivé de Batman, Batman contre le Fantôme Masqué, sort en 1993 dans les salles de cinéma. Il est salué par la critique mais réalise un faible score au box-office, celui sera compensé lors de sa sortie en vidéo.

### Warner Bros. Feature Animation (1991-2004)
En 1991, Warner Bros. distribue son premier film d'animation, Homère le roi des cabots. Le personnage principal du film, un chien, est inspiré de son interprète, l'acteur Rodney Dangerfield. Trois ans plus tard, la Warner distribue un deuxième film, Poulina.  En 1994, Warner Bros., tout comme les autres majors hollywoodiens, se lance dans la production de longs métrages d'animation après que Le Roi Lion (Walt Disney Feature Animation) ait un gros succès lors de sa sortie la même année. Max Howard est nommée à la tête de la nouvelle division qui se nomme Warner Bros. Feature Animation.
En 1996, Turner Broadcasting System est rachetée par Warner Bros. La division Turner Feature Animation, destinée à produire des longs métrages d'animation, est absorbée au sein de Warner Bros. Feature Animation. Les films que la société avait en préparation sortent tout de même. C'est ainsi qu'est sorti deux ans plus tôt Richard au pays des livres magiques, un film fantastique mêlant animation et prises de vue réelles. En France, il reçoit des critiques plutôt mitigées (3,1 sur Allociné). Dans le même temps, Hanna-Barbera qui appartenait à Turner, est également absorbée par Warner Bros, : seul le nom est encore utilisé, notamment pour les séries avec les personnages qui appartenaient à la société (Scooby Doo entre autres). À l'inverse, les Cartoon Network Studios sont relancés avec la disparition de Hanna-Barbera.
Le premier film de WB Feature Animation sort en 1996. Il s'agit de Space Jam, un film mêlant animation et prises de vue réelles (dans le même style que Qui veut la peau de Roger Rabbit quelques années plus tôt). Le film met en vedette Michael Jordan et Bugs Bunny (ils avaient déjà tous les deux participé à des publicités pour Nike) jouant au basket. Le film reçoit des critiques mitigées avec une note de 2,6 sur Allociné et une moyenne de 53 % sur Rotten Tomatoes mais réalise un bon score au box-office.
Un deuxième film Turner, Dany, le chat superstar sort en 1997 et reçoit de bonnes critiques en France avec une note 3,7 sur Allociné. En 1998, le deuxième film signé WB Feature Animation sort, Excalibur, l'épée magique qui reçoit de bonnes critiques en France, notamment sa bande originale. Le troisième film du studio, Le Géant de Fer dirigé par Brad Bird, sort en 1999 et est salué par la critique. Le film suivant, Osmosis Jones sort en 2001. Les animations de Tom Sito et Piet Kroon sont complétées par les prises en vue réelle de Bobby et Peter Farrelly, avec Bill Murray en vedette.
Les Looney Tunes passent à l'action, paru en 2003, signe le retour des Looney Tunes à l'écran, après plus de 10 ans d'absence. Il est prévu en même temps qu'une série de courts-métrages sorte. Le film, dirigé par Joe Dante (vue réelle) et Eric Goldberg (animation) reçoit des critiques plutôt mitigées ce qui pousse le studio à abandonner le projet de série. Néanmoins, quelques programmes paraissent : Baby Looney Tunes (2002-2005), Les Loonatics (2005-2007). Ils remplacent les courts-métrages prévus initialement.

## Catalogue
Le catalogue de Warner Bros. Animation est très varié. Il comprend tous les personnages de Looney Tunes et Merrie Melodies de Warner Bros. (Daffy Duck, Sylvestre, Bugs Bunny, Porky Pig, Speedy Gonzales,...), mais aussi le catalogue de Hanna-Barbera Productions (Scooby Doo, les Pierrafeu, Tom et Jerry). Avec l'acquisition de Turner Broadcasting System, WB a également accès au personnage de Popeye produit à l'origine par les Fleischer Studios/Famous Studios, ainsi que le catalogue de la Metro-Goldwyn-Mayer antérieur à 1986 (Droopy, Spike, Georges et Junior),.
Tous les personnages de DC sont également exploités (Batman, Wonder Woman, Superman, Catwoman, Green Lantern,...). La Warner ayant un partenariat avec Lego, beaucoup des personnages de la Warner apparaissent sous forme de Lego.

## Filmographie

### Longs métrages

#### Pour le cinéma
- Chat, c'est Paris (1962), produit par United Productions of America et distribué par Warner Bros
- Le Monde fou, fou, fou de Bugs Bunny (1981)
- Les Mille et un contes de Bugs Bunny (1982)
- Hey Good Lookin' (1982) coproduction avec Bakshi Productions
- L'Île fantastique de Daffy Duck (1983)
- SOS Daffy Duck (1988)
- Homère le roi des cabots (1991), coproduction avec Hyperion Pictures
- Poucelina (1994), coproduction avec Sullivan Bluth Studios et actuellement détenu par 20th Century Studios
- Le Lutin magique (1994), coproduction avec Sullivan Bluth Studios et actuellement détenu par 20th Century Studios
- Youbi le petit pingouin (1995), produit par Don Bluth Ireland Limited, distribué par Warner Bros. et actuellement détenu par 20th Century Studios
- Danny, le chat superstar (1997), coproduction avec Turner Feature Animation
- Excalibur, l'épée magique (1998)
- Le Roi et moi, coproduction avec Morgan Creek Productions et actuellement détenu par Revolution Studios
- South Park, le film (1999), codistribué par Paramount Pictures, produit par Comedy Central
- Le Géant de fer (1999)
- Pokémon, le film : Mewtwo contre-attaque (1999), codistribué par 4Kids Entertainment, produit par OLM
- Pokémon 2 : Le Pouvoir est en toi (2000), codistribué par 4Kids Entertainment, produit par OLM
- Pokémon 3 : Le Sort des Zarbi (2001), codistribué par 4Kids Entertainment, produit par OLM
- Les Supers Nanas, le film (2002), produit par Cartoon Network Studios
- Clifford's Really Big Movie (2004), produit par Scholastic
- Le Pôle express (2004), coproduction avec ImageMovers Digital et Castle Rock Entertainment
- Yu-Gi-Oh!, le film : La Pyramide de Lumière (2004), codistribué par 4Kids Entertainment
- Les Noces funèbres  (2005), coproduction avec Tim Burton Animation Co.
- Lucas, fourmi malgré lui (2006)
- Happy Feet (2006), coproduction avec Village Roadshow Pictures et Animal Logic
- TMNT : Les Tortues Ninja (2007), coproduction avec Imagi Animation Studios et The Weinstein Company
- La Légende de Beowulf (2007), distribué avec Paramount Pictures, coproduction avec ImageMovers Digital
- Star Wars: The Clone Wars (2008), coproduction avec Lucasfilm
- Le Royaume de Ga'hoole (2010), coproduction avec Village Roadshow Pictures et Animal Logic
- Top Cat: The Movie (2011), distribué avec Vertigo Films, coproduction avec Hanna-Barbera Productions, Anima Studios et Illusion Studios
- Happy Feet 2 (2011), coproduction avec Village Roadshow Pictures et Animal Logic
- Teen Titans Go! Le film (2018)
- Sacrées Momies (2023)
- Looney Tunes : Daffy et Porky sauvent le monde (2025), distribué par Le Pacte en France.

#### Films en prises de vue réelle avec des segments animés
- Gremlins 2, la nouvelle génération (1990)
- Space Jam (1996)
- Osmosis Jones (2001)
- Les Looney Tunes passent à l'action (2003)
- Yogi l'ours (2010)
- Tom et Jerry (2021)
- Space Jam : Nouvelle Ère (2021)

Depuis 2013, les films à destination du cinéma sont produits par Warner Animation Group.

### Vidéos

#### Scooby-Doo (Animation)
- Scooby-Doo sur l'île aux zombies (1998)
- Scooby-Doo et le Fantôme de la sorcière (1999)
- Scoubidou et les Extraterrestres (2000)
- Scooby-Doo et la cybertraque (2001)
- Scooby-Doo et les Vampires (2003)
- Scoubidou et le Monstre du Mexique (2003)
- Scooby-Doo et le monstre du Loch Ness (2004)
- Scooby-Doo au pays des pharaons (2005)
- Scooby-Doo et le Triangle des Bermudes (2006)
- Scooby-Doo : Du sang froid (2007)
- Scooby-Doo et la Créature des ténèbres (2008)
- Scooby-Doo et le Sabre du samouraï (2009)
- Scooby-Doo ! Abracadabra (2010)
- Scooby-Doo : La Colonie de la peur (2010)
- Scooby-Doo : La Légende du Phantosaur (2011)
- Scooby-Doo : Le Chant du vampire (2012)
- Scooby-Doo : Blue Falcon, le retour (2013)
- Scooby-Doo et la Carte au trésor (2013)
- Scooby-Doo et le Fantôme de l'Opéra (2013)
- Scooby-Doo et la Folie du catch (2014)
- Scooby-Doo : Aventures en Transylvanie (2014)
- Scooby-Doo et le Monstre de l'espace (2015)
- Scooby-Doo : Rencontre avec Kiss (2015)
- Lego Scooby-Doo : Le Fantôme d'Hollywood (2016)
- Scooby-Doo et WWE : La Malédiction du pilote fantôme (2016)
- Scooby-Doo : Le Clash des Sammys (2017)
- Lego Scooby-Doo : Mystère sur la plage (2017)
- Scooby-Doo et Batman : L'Alliance des héros (2018)
- Scooby-Doo et le Fantôme gourmand (2018)
- Scooby-Doo et la Malédiction du 13e fantôme (2019)
- Scooby-Doo : Retour sur l'île aux zombies (2019)
- Joyeux Halloween, Scooby-Doo! (2020)
- Scooby-Doo et la légende du Roi Arthur (2021)
- Tout droit sortie de nulle part : Scooby-Doo rencontre Courage le chien froussard (2021)

#### Tom et Jerry
- Tom et Jerry et l'Anneau magique (2001)
- Tom et Jerry : Destination Mars (2005)
- Tom et Jerry : La Course de l'année (2005)
- Un Samouraï garde du corps (2005)
- Tom et Jerry et la Chasse au trésor (2006)
- Tom et Jerry casse-noisettes (2007)
- Tom et Jerry : Élémentaire, mon cher Jerry (2010)
- Tom et Jerry et le Magicien d'Oz (2011)
- Tom et Jerry : L'histoire de Robin des bois (2012)
- Tom et Jerry : Le Haricot géant (2013)
- Tom et Jerry et le Dragon perdu (2014)
- Tom et Jerry : Mission espionnage (2015)
- Tom et Jerry : Retour à Oz (2016)
- Tom et Jerry au pays de Charlie et la chocolaterie (2017)

#### DC Comics
- Batman contre le fantôme masqué (Batman: Mask of the Phantasm) (1993)
- Batman et Mr Freeze : Subzero (Batman and M. Freeze: SubZero) (1998)
- Batman, la relève : Le Retour du Joker (Batman Beyond: Return of the Joker) (2000)
- Batman : La Mystérieuse Batwoman (Batman: Mystery of the Batwoman) (2003)
- Batman contre Dracula (The Batman vs Dracula) (2005)
- Superman: Brainiac Attacks (2006)
- Teen Titans: Trouble in Tokyo (2007)
- Superman : Le Crépuscule d'un dieu (Superman: Doomsday) (2007)
- La Ligue des justiciers : Nouvelle Frontière (Justice League: The New Frontier) (2008)
- Teen Titans: The Judas Contract (2008)
- Batman : Contes de Gotham (Batman: Gotham Knight) (2008)
- Wonder Woman (2009)
- Green Lantern : Le Complot (Green Lantern: First Flight) (2009)
- Superman/Batman : Ennemis publics (Superman/Batman: Public Enemies) (2009)
- La Ligue des justiciers : Conflit sur les deux Terres (Justice League: Crisis on Two Earths) (2010)
- Batman et Red Hood : Sous le masque rouge (Batman: Under the Red Hood) (2010)
- Superman/Batman : Apocalypse (2010)
- All-Star Superman (2011)
- Green Lantern : Les Chevaliers de l'Émeraude (Green Lantern: Emerald Knights) (2011)
- Batman: Year One (2011)
- La Ligue des justiciers : Échec (Justice League: Doom) (2012)
- Superman contre l'Élite (Superman vs. The Elite) (2012)
- Batman: The Dark Knight Returns Partie 1 et Partie 2 (2012 - 2013)
- Superman contre Brainiac (Superman: Unbound) (2013)
- Lego Batman, le film : Unité des super héros (2013)
- La Ligue des justiciers : Le Paradoxe Flashpoint (Justice League: The Flashpoint Paradox) (2013)
- La Ligue des justiciers : Guerre (Justice League: War) (2014)
- Le Fils de Batman (Son of Batman) (2014)
- Batman : Assaut sur Arkham (Batman: Assault on Arkham) (2014)
- La Ligue des justiciers : Le Trône de l'Atlantide (Justice League: Throne of Atlantis) (2015)
- Batman vs. Robin (2015)
- La Ligue des justiciers : Dieux et Monstres (Justice League: Gods and Monsters) (2015)
- DC Super Hero Girls : Heroïne de l'année (2016)
- Batman : Mauvais Sang (Batman: Bad Blood) (2016)
- La Ligue des justiciers vs. les Teen Titans (Justice League vs. Teen Titans) (2016)
- Batman : The Killing Joke (2016)
- Justice League Dark (2017)
- Teen Titans: The Judas Contract (2017)
- Batman et Harley Quinn (Batman and Harley Quinn) (2017)
- DC Super Hero Girls : Jeux intergalactiques (2017)
- DC Super Hero Girls : Les Légendes de l'Atlantide (2018)
- Batman: Gotham by Gaslight (2018)
- Suicide Squad : Le Prix de l'enfer (Suicide Squad: Hell to Pay) (2018)
- La Mort de Superman (The Death of Superman) (2018)
- Le Règne des Supermen (Reign of the Supermen) (2019)
- Justice League vs. the Fatal Five (2019)
- Batman : Silence (Batman: Hush) (2019)
- Wonder Woman: Bloodlines (2019)
- Batman vs. Teenage Mutant Ninja Turtles (2019)
- Superman: Red Son (2020)
- Justice League Dark: Apokolips War (2020)
- Superman : L'Homme de demain (Superman: Man of Tomorrow) (2020)
- Batman: The Long Halloween (2021)
- Batman Ninja vs. Les Yakuzas (2025)

#### Autres
- Les Vacances des Tiny Toons (1992)
- Wakko's Wish (1999)
- Titi et le Tour du monde en 80 chats (2000)
- ¡Mucha Lucha!: The Return of El Maléfico (2004)
- Kangaroo Jack: G'Day U.S.A.! (2004)
- Bah, Humduck! A Looney Tunes Christmas (2006)

### Séries télévisées
- Police Academy (1988-1989)
- Les Tiny Toons (1990-1994)
- Taz-Mania (1991-1996)
- Batman (Batman: The Animated Series) (1992-1995)
- The Plucky Duck Show (1992)
- Animaniacs (1993-1998)
- Titi et Grosminet mènent l'enquête (1995-2000)
- Minus et Cortex (Pinky and the Brain) (1995-1998)
- Freakazoid! (1995-1997)
- Superman, l'Ange de Metropolis (1996-2000)
- Road Rovers (1996-1997)
- Batman, les nouvelles aventures (1997-1999)
- Histeria! (1998-2000)
- The Cat&Birdy Warneroonie PinkyBrainy Big Cartoonie Show (en) (1998-1999)
- Detention (1999-2000)
- Batman, la relève (1999-2001)
- Static Choc (2000-2004)
- La Ligue des justiciers (2001-2006)
- Le Projet Zeta (2001-2002)
- Teen Titans : Les Jeunes Titans (2002-2006)
- Quoi d'neuf Scooby-Doo ? (2002-2006)
- Baby Looney Tunes (2002-2005)
- ¡Mucha Lucha! (2002-2005)
- Ozzy & Drix (2002-2004)
- 3-South (2002-2003)
- Xiaolin Showdown (2003-2006)
- Duck Dodgers (2003-2005)
- La Nouvelle Ligue des justiciers (Justice League Unlimited) (2004-2006)
- Batman (The Batman) (2004-2008)
- Les Loonatics (2005-2007)
- Johnny Test (première et seconde saison uniquement) (2005-2007)
- Krypto le superchien (2005-2006)
- Coconut Fred's Fruit Salad Island (2005-2006)
- Firehouse Tales (2005-2006)
- Sammy et Scooby en folie (2006-2008)
- La Légende des super-héros (2006-2008)
- Tom et Jerry Tales (2006-2008)
- Transformers: Animated (Distribuition only) (2008-2010)
- Batman : L'Alliance des héros (Batman: The Brave and the Bold) (2008-2011)
- Mad (2010-2013)
- Scooby-Doo : Mystères associés (2010-2013)
- La Ligue des justiciers : Nouvelle Génération (2010-2022)
- Looney Tunes Show (2011-2013)
- ThunderCats (2011-2012)
- Prenez garde à Batman ! (2013-2014)
- Teen Titans Go! (2013-)
- Tom et Jerry Show (2014-2021)
- Bugs ! Une production Looney Tunes (2015-2020)
- Trop cool, Scooby-Doo ! (2015-2018)
- Bunnicula (2016-2018)
- La Ligue des justiciers : Action (2016-2018)
- Dorothy et le Magicien d'Oz (2017-2020)
- Les Fous du volant (2017-2019)
- Unikitty! (2017-2020)
- DC Super Hero Girls (2019-2021)
- Scooby-Doo et Compagnie (2019-2022)
- Harley Quinn (2019-)
- Yabba Dabba Dinosaures! (2020)
- ThunderCats Rrrr (2020)
- Looney Tunes Cartoons (2020-2023)
- Animaniacs (2020-2023)
- Tom et Jerry  à  New York (2021)
- Jellystone! (2021-)
- Bugs Bunny Constructeurs (2022-)
- Batwheels (2022-)
- Velma (2023-2024)
- Tiny Toons Looniversity (2023-)